# AN/AWG-9

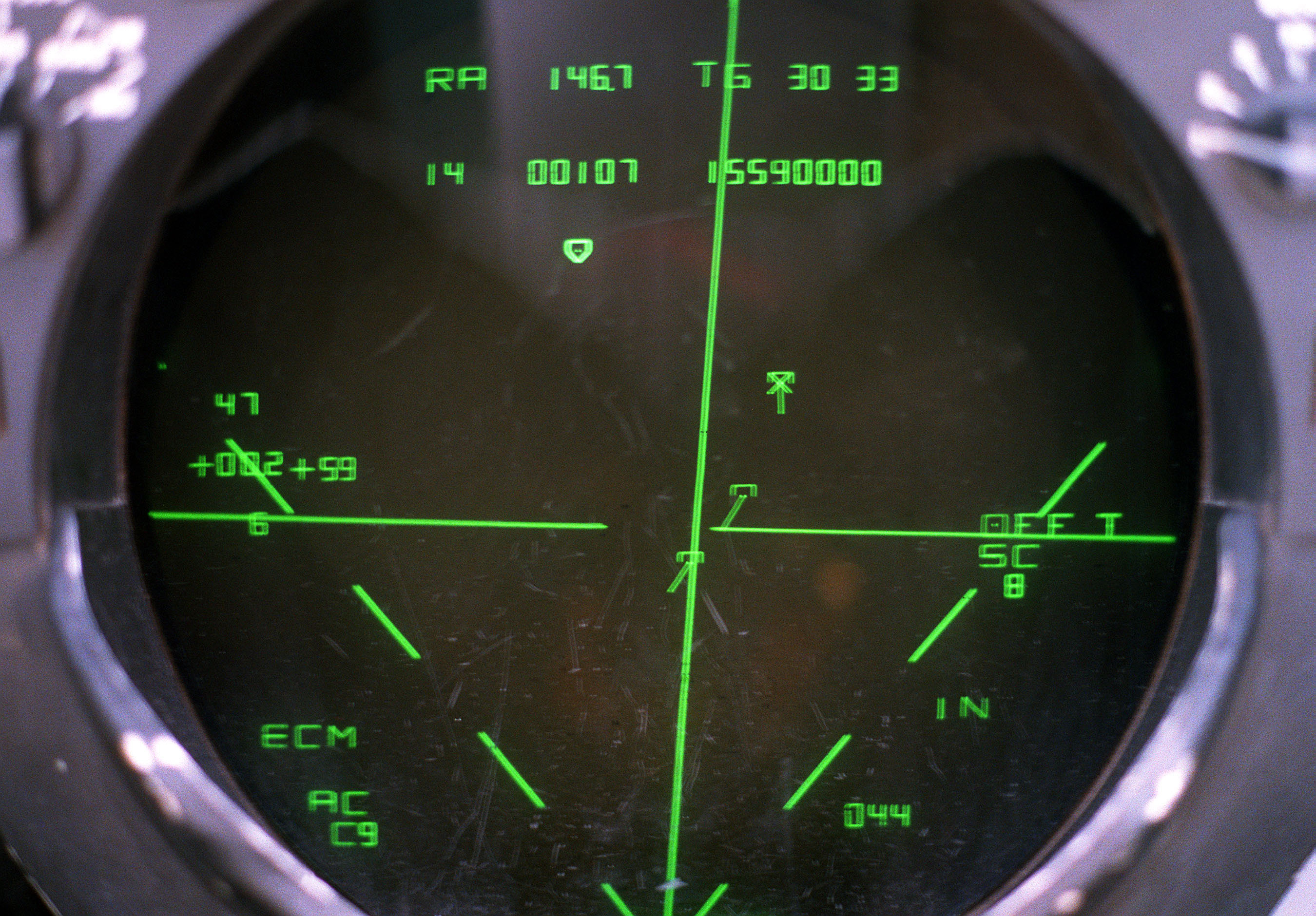
Écran radar d'informations tactiques sur le siège arrière d'un F-14 Tomcat.

Les radars AN/AWG-9 et AN/APG-71 sont des radars Doppler pulsés « tout temps » multimodes opérant en bande X et conçus pour le F-14 Tomcat. C'est un système air-air à très longue portée capable de guider plusieurs missiles AIM-54 Phoenix ou AIM-120 AMRAAM en même temps, grâce à son mode Track-While-Scan. La principale différence entre l'AWG-9 et l'APG-71 est la substitution de l'ancienne électronique analogique par des systèmes entièrement numériques. À la fois l'AWG-9 et l'APG-71 ont été conçus et produits par Hughes Aircraft ; contractuellement, la maintenance est aujourd'hui assurée par Raytheon.
L'AN/AWG-9 offre plusieurs modes d'opération air-air dont la surveillance à longue distance par Doppler à émission continue, la mesure de distances pendant l'observation avec des portées plus courtes, et, pour la première fois sur un radar embarqué, la poursuite, tout en assurant le balayage, de 24 cibles aériennes en affichant 18 d'entre elles dans le cockpit et en tirant sur six de ces cibles simultanément. Cette fonction était prévue à l'origine pour permettre aux Tomcats d'abattre des formations de bombardiers à longue distance.

## AN/AWG-9

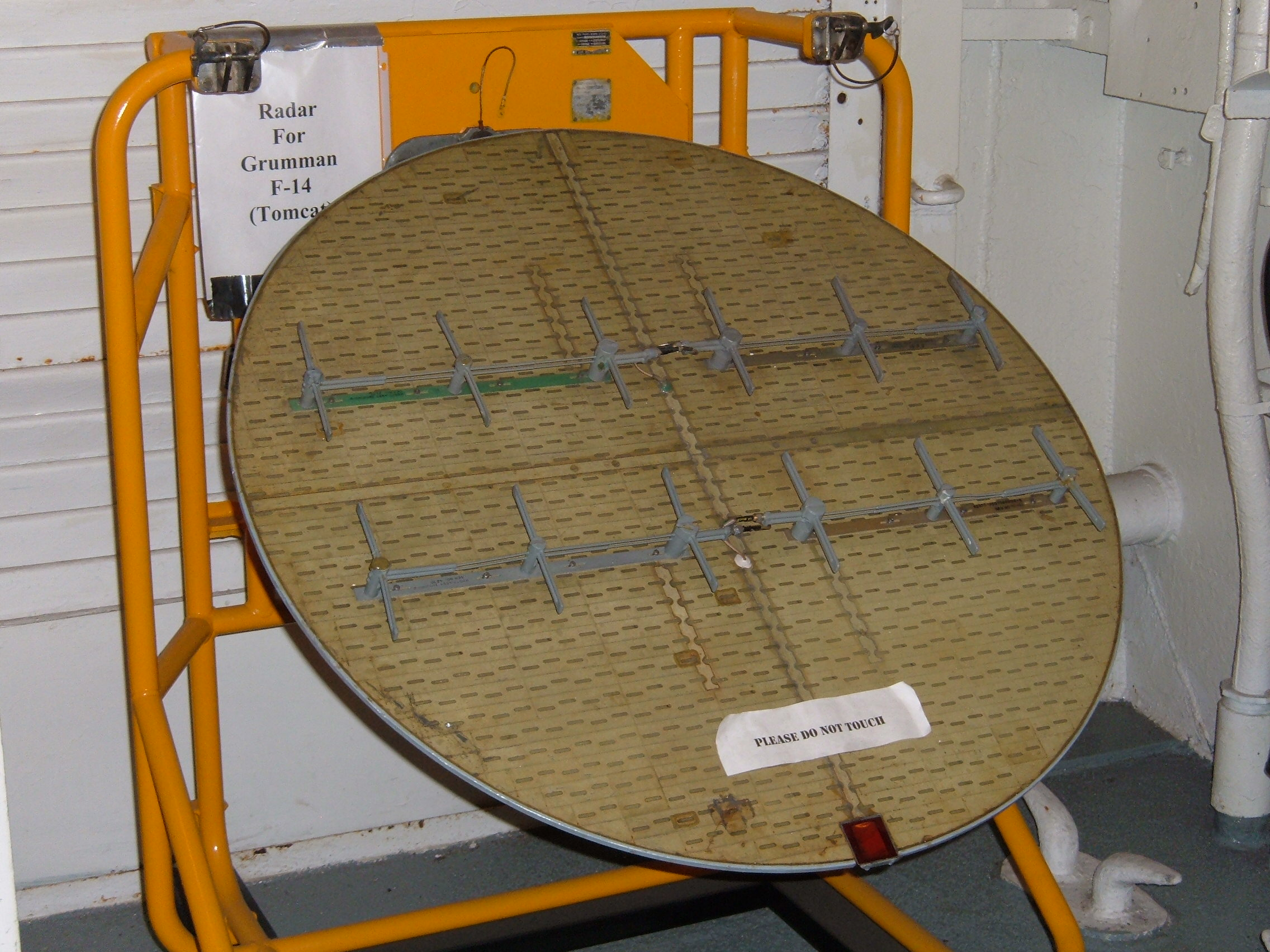
Une antenne radar d'un AN/AWG-9 dans un musée.

L'AWG-9 est issu d'une série de programmes de l'US Navy qui visaient à construire ce qu'on appelait un fleet-defense fighter (chasseur pour la défense de la flotte) ; un avion équipé de radars à très longue portée et de missiles qui seraient capables d'engager des formations d'avions ennemis à bonne distance du porte-avions. La première tentative dans ce sens s'est matérialisée par le Douglas F6D Missileer (en) qui associait le radar Doppler pulsé AN/APQ-81 de Westinghouse avec le missile AAM-N-10 Eagle de Bendix Corporation (en). Le Missileer était un avion relativement simple et lorsque les responsables de la programmation d'approvisionnement ont émis des doutes sur sa capacité à assurer sa défense après avoir tiré ses missiles, le Missileer fut arrêté et la Navy commença à chercher des alternatives présentant de meilleures performances.
Au même moment, l’US Air Force travaillait sur un projet similaire d'intercepteur à longue portée, le XF-108 Rapier. Le Rapier avait des performances très supérieures à celles du Missileer bien que ses radars AIM-47 Falcon et Hughes AN/ASG-18 — tous deux fabriqués par Hughes — étaient moins à la pointe de la technique que leurs concurrents de la Navy. L'ensemble du système était également très onéreux si bien que le Rapier a été abandonné et remplacé par le Lockheed YF-12 dérivé de l'avion–espion Lockheed A-12 d'un coût inférieur. À son tour, ce projet fut abandonné car la menace stratégique des bombardiers a été remplacée par celle des missiles balistiques intercontinentaux (ICBM).
En revanche ceci n'était pas vrai pour la Navy dont la menace restait les avions traditionnels et les premiers missiles antinavires. Hugues proposa que les AN/ASG-18 et AIM-47 soient modifiés pour la marine sous une forme un peu différente en ajoutant des possibilités de poursuite supplémentaires tout en réduisant la taille de leur antenne pour la rendre compatible avec un avion embarqué sur porte-avions. C'est ainsi que sont nés le radar AN/AWG-9 et le missile Phoenix.
Comme tout cela nécessitait une cellule convenable, la Navy a été conduite à s'impliquer dans le programme du General Dynamics–Grumman F-111B. Mais, bien que les radars et les missiles aient commencé à devenir performants (après avoir peu évolué pendant près de 10 ans) le F-111B s'est révélé être considérablement trop lourd et avait des caractéristiques très moyennes, en particulier en cas de panne de moteur. Dans le même temps les combats réels au Viêt Nam avaient démontré que l'idée d'un chasseur armé uniquement de missiles n'était pas viable et qu'il fallait concevoir des chasseurs capables de mener un combat aérien avec des canons alors que les F-111 n'étaient simplement pas faits pour. Ceci n'était pas une surprise puisqu'à l'origine les F-111 étaient des bombardiers tactiques et des avions d'attaque au sol (interdictors).
Après plusieurs années de recherche et de discussion avec le Congrès, la Navy est enfin parvenue à démarrer le développement d'un nouvel avion conçu sur mesure pour leurs besoins spécifiques. Le nouvel avion a vu le jour sous le nom de F-14 Tomcat armé des AWG-9/AIM-47 prévus à l'origine pour le F-111B. Sur le F-14, l'AWG-9 était capable de détecter des cibles de la taille d'un bombardier à des distances supérieures à 160 km et son système Doppler lui permettait de conduire des tirs. Le système Track-While-Scan était piloté par un microprocesseur Intel 8-bits dont la programmation était écrite en assembleur.
La société Hugues a livré suffisamment d'AWG-9 et de pièces détachées pour équiper environ 600 F-14A/B pour la Navy et 78 autres avions pour l'armée de l'air iranienne. Tous les équipements de la Navy ont été déclassés ; pour les Iraniens on ne sait pas mais il est vraisemblable qu'ils soient toujours en service.

## AN/APG-71
L'APG-71 était une mise à jour de l'AWG-9 faite dans les années 1980 pour être embarquée sur F-14D. Il intègre la technologie (et quelques modules) développée pour le radar APG-70 embarqué sur F-15E Strike Eagle offrant des améliorations importantes dans les vitesses de calcul numérique, l'utilisation des différents modes, l'élimination d'échos parasites et la portée. L'équipement comporte une antenne à faibles lobes latéraux, un dispositif pour la suppression des lobes latéraux et un système de poursuite monopulse. Ces caractéristiques visent à rendre le radar moins sensible aux brouillage.
La portée du radar lui-même est de 740 km mais la conception de l'antenne la réduit à seulement 370 km. Si on utilise un système de transmission de données deux ou plusieurs F-14D peuvent utiliser le radar à son maximum de portée.
La société Hughes a livré suffisamment d'APG-71 et de pièces détachées pour équiper 55 F-14D avant que le programme ne soit réduit dans le cadre d'une politique de diminution des coûts et finalement abandonné. Le F-14 a été officiellement réformé par l’US Navy le 22 septembre 2006 et le dernier vol eut lieu le 4 octobre de la même année. Le VF-31 a été le dernier escadron de l'aéronavale à voler sur F-14.